# Verdacht
Verdacht (von mittelhochdeutsch dāht für ‚Denken‘) wird im Deutschen seit dem 16. Jahrhundert in der Bedeutung „Übles von jemandem denken“ verwendet. Bereits im Mittelniederdeutschen existierte jedoch der vordacht in der Bedeutung von ‚Argwohn‘. Das abgeleitete Adjektiv verdächtig ist in einer älteren Schreibweise und der Bedeutung von überlegt, vorbedacht bereits im Mittelhochdeutschen belegt. In seiner heutigen, passivischen, Bedeutung von ‚mit Verdacht behaftet‘ ist es erst seit dem 17. Jahrhundert in Gebrauch. Ebenfalls dem 17. Jahrhundert entstammt das Verb verdächtigen für ‚einen Verdacht gegen jemanden hegen‘. Eine Substantivbildung ist Verdächtigung.
Generalverdacht ist ein „schon ohne konkrete Anhaltspunkte generell gehegter Verdacht“.

## Rechtswissenschaft
Insbesondere ist Verdacht ein Terminus aus dem Strafprozessrecht. Hier gilt die Unschuldsvermutung; ob es sich bei dem Beschuldigten um den Täter handelt, ist erst nach rechtskräftigem Urteil durch das Gericht entschieden. Zuvor ist deshalb nur ein Verdacht möglich. Der Tatverdacht ist in Abgrenzung zu einer nur statistischen Wahrscheinlichkeit die Voraussetzung für Eingriffe der Strafverfolgungsorgane in die Grundrechte des Bürgers. Entsprechend der Eingriffsintensität werden verschiedene Verdachtsstufen bzw. -grade unterschieden, um dem Übermaßverbot gerecht zu werden.
- Beim Anfangsverdacht besteht das Recht (und die Pflicht: Legalitätsprinzip) der Strafverfolgungsorgane zur Einleitung eines Ermittlungsverfahrens. Dazu genügen Beweisgründe oder Anzeichen (Indizien), dass jemand eine Straftat begangen hat. Genaueres soll das Ermittlungsverfahren schließlich erst zeigen.
- Eine Kompetenz der Staatsanwaltschaft zur Anklageerhebung (Öffentliche Klage) besteht dagegen erst bei hinreichendem Tatverdacht, wenn bei vorläufiger Beurteilung der Beweissituation eine spätere Verurteilung wahrscheinlich ist.
- Bei der einschneidenden Maßnahme der Untersuchungshaft (§ 112 StPO) ist dagegen dringender Tatverdacht erforderlich: die hohe Wahrscheinlichkeit, dass der Beschuldigte eine strafbare Handlung begangen hat. Die belastenden Momente müssen die entlastenden Momente überwiegen.

So ist es durchaus möglich, dass ein Beschuldigter mangels dringenden Tatverdachts aus der Untersuchungshaft entlassen wird, obwohl ein (für die Anklageerhebung) hinreichender Tatverdacht besteht.
Der Verdacht hat als Eingriffsvoraussetzung im repressiven Strafverfahren die gleiche rechtsstaatliche Bedeutung wie die Gefahr im präventiven Polizeirecht. In beiden Fällen soll der Bürger davor geschützt werden, nur auf Grund theoretischer Möglichkeiten Grundrechtseingriffe dulden zu müssen.